# Éliglustat

Formule chimique de l'éliglustat

L'éliglustat est une molécule donnée par voie orale comme traitement de la maladie de Gaucher de type I.

## Mode d'action
Il s'agit d'un inhibiteur de la glucocérébroside synthase.

## Pharmacologie
Sa demi-vie est d'environ sept heures.

## Efficacité
Chez le patient porteur dune maladie de Gaucher de type I, il permet la réduction des volumes du foie et de la rate, une normalisation du taux sanguin de cérébroside et des gangliosides, une amélioration de la densité osseuse, du nombre d'hématies et de plaquettes sanguines. Ces résultats sont conservés avec un recul de plusieurs années.
Ce traitement peut constituer une alternative à la substitution enzymatique intraveineuse.

## Effets secondaires
La tolérance du traitement est bonne.